# HMS Royal Sovereign (1786)
O HMS Royal Sovereign foi um navio de guerra de linha de 100 canhões da Marinha Real Britânica que serviu como navio-almirante do almirante  Collingwood na batalha de Trafalgar. Ele foi o terceiro de sete navios da marinha Britânica a ostentar o nome. Projetado por Sir Edward Hunt, ele foi lançado no estaleiro de Plymouth em 11 de setembro de 1786, a um custo de £67.458,00, e foi o único navio construído com este projeto.

## Em serviço
O Royal Sovereign fazia parte da frota do almirante Howe no Glorioso primeiro de junho, onde ele sofreu baixas de 14 mortos e 41 feridos.
Em 16 de Junho de 1795, como o navio-almirante do vice-almirante William Cornwallis, ele estave envolvido no célebre episódio conhecido como 'a retirada de Cornwallis'.

## Trafalgar
O primeiro navio da frota em ação em Trafalgar em 21 de Outubro de 1805, ele liderou uma coluna de navios de guerra; Nelson com o Victory liderou a outra coluna. Devido à re-cobreação de seu casco antes de sua chegada perto de Cádiz, o Royal Sovereign velejou consideravelmente melhor nos ventos leves presentes naquele dia que outros navios, e arrancou bem à frente do resto da frota. Assim que ele cortou a linha inimiga sozinho e engajou o navio espanhol de três deques Santa Ana,  Nelson apontou para ele e disse: 'Veja como aquele nobre colega Collingwood leva seu navio em ação!' Aproximadamente no mesmo momento, Collingwood comentou com seu capitão, Edward Rotheram, 'O que Nelson daria para estar aqui?'
O Royal Sovereign e o Santa Ana duelaram por grande parte da batalha, com o Santa Ana levando o fogo de navios britânicos que ainda não haviam combatido que passavam pela linha, incluindo o HMS Mars e o HMS Tonnant, enquanto que  vasos próximos franceses e espanhóis disparavam contra o Royal Sovereign. O Santa Ana colidiu às 14:15, tendo sofrido baixas de 238 mortos e feridos, depois de enfrentar o Royal Sovereign e o HMS Belleisle. O Royal Sovereign perdeu sua mezena e seu mastro principal, seu mastro do traquete foi seriamente danificado e muito de seu cordame levou tiro de distância. As 14:20 o Santa Ana finalmente atingiu o Royal Sovereign. Pouco depois, um barco veio do Victory carregando o tenente Hill, que relatou que Nelson tinha sido ferido. Percebendo que ele poderia ter que assumir o comando do resto da frota e com o seu navio de acordo com seu relatório estar "completamente ingovernável",